# Obererft

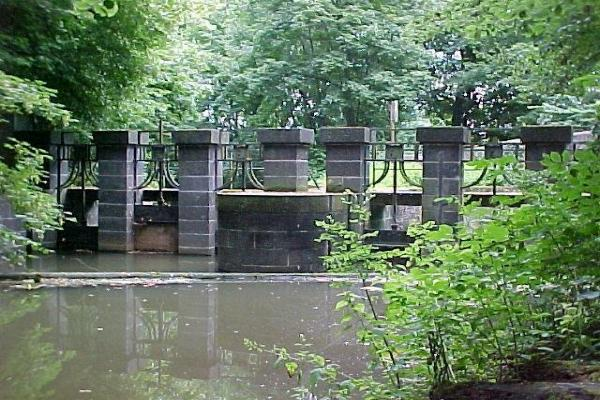
Wehr am Nixhütterweg

Die Obererft, im letzten Teil Erftkanal genannt, ist ein 8,6 km langer, linksseitiger Zufluss des Rheins in Neuss. Sie ist ein Mündungsarm der Erft, der bereits im 15. Jahrhundert künstlich angelegt wurde und der Versorgung der Neusser Mühlen diente. Man machte sich so einen Höhenunterschied zu Nutze, den der natürliche Mündungsarm der Erft nicht aufwies. 
Der Erftkanal wurde in den Jahren 1835–1837 durch die Stadt Neuss mit staatlicher Genehmigung schiffbar gemacht; für dessen Benutzung wurden von der Stadt Gebühren nach einem festgesetzten Tarif erhoben, die sich nach dem Umfang der Ladung richteten,  sowie Krahn- und Hafengelder.

## Verlauf
Die Obererft beginnt als Abzweig von der Erft beim Selikumer Park westlich von Schloss Reuschenberg. 
Die Staustufe Napoleonswehr wurde in Zeiten Napoleons angelegt, um die Neusser Kanäle mit Wasser zu versorgen. Die Obererft fließt in nördliche Richtung und unterquert die A 57 am Reuschenberger Busch. 
Zum Fluss zählt ein Grünzug. Hier finden sich Grünspecht, Kleiber, Dompfaff, Stieglitz, Eisvogel, Eulen und Fledermäuse.  Eine Bürgerinitiative konnte 2011 verhindern, dass die Schillerstraße mit einer Brücke über die Obererft verlängert und durch den Grünzug geführt wird.
Entlang der Obererft führt ein Wallfahrtsweg zur Kapelle St. Cornelius. 
Ab Höhe der Stadthalle fließt die Obererft weitgehend verrohrt bis zum Hafenbecken 1 des Neusser Hafens ⊙, den sie als Erftkanal durchfließt und danach in den Rhein mündet.